# بویکین (آلاباما)

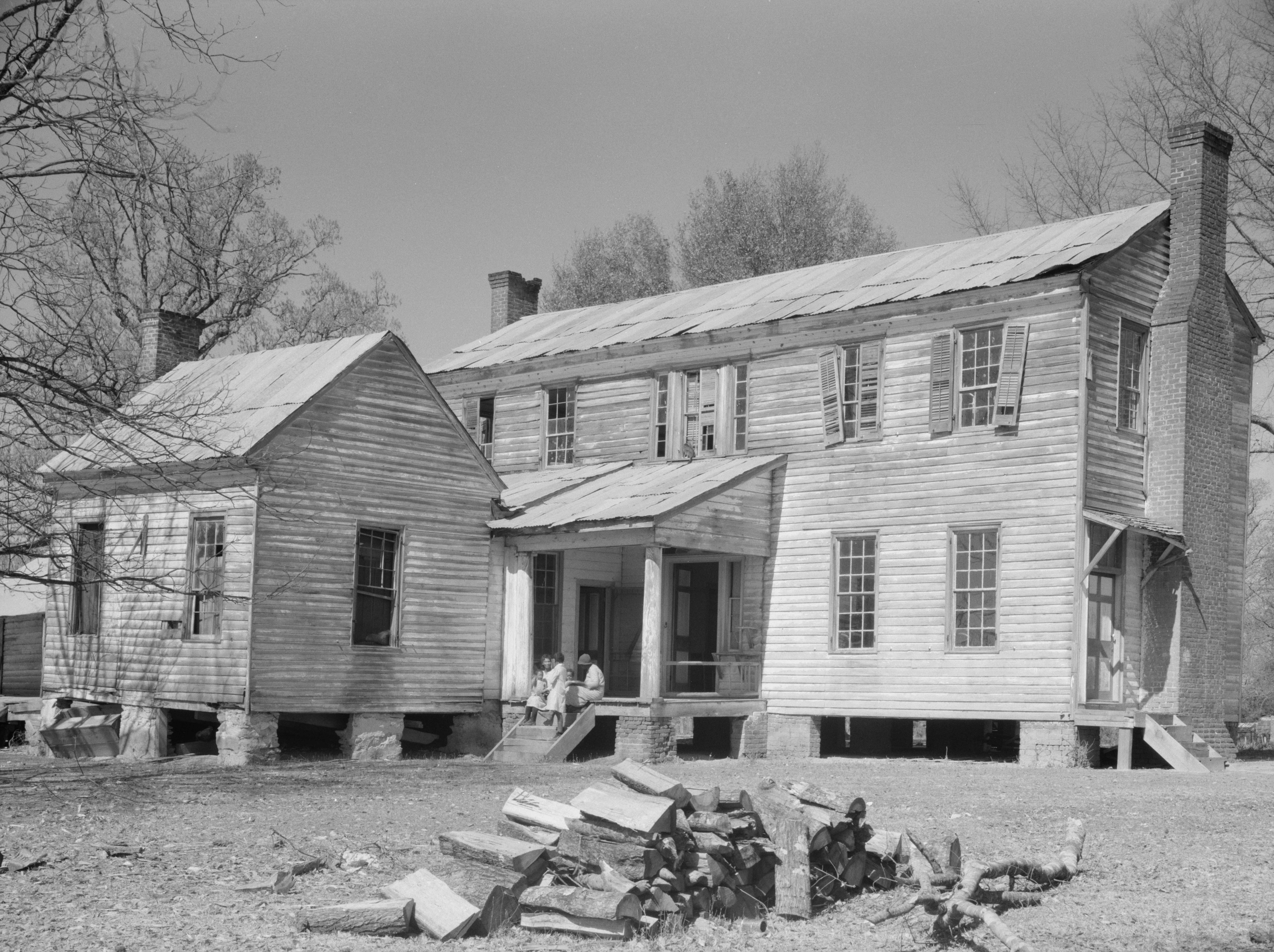
نگاره‌ای کهن از شهرک بویکین در شهرستان ویلکاکس - ۱۹۳۷

بویکین (به انگلیسی: Boykin) شهرکی در شهرستان ویلکاکس ایالت آلاباما است که مساحت آن ۶٫۹۲ کیلومترمربع است و در سرشماری سال ۲۰۱۰ میلادی، ۲۷۵ نفر جمعیت داشته و تراکم جمعیتی آن، ۳۹٫۷۴ در کیلومترمربع بوده است.